# Herfried Münkler
Herfried Münkler (Friedberg, Hesse, 15 de agosto de 1951) es un politólogo alemán especializado en teoría política e historia de las ideas. Enseñó como profesor titular en el Institut für Sozialwissenschaften (Instituto de Ciencias Sociales) de la Universidad Humboldt de Berlín. Se hizo conocido por sus investigaciones sobre Maquiavelo. Se jubiló en octubre de 2018. 

## Biografía
Los padres de Münkler eran pedagogos, tiene dos hermanos.  Estudió lenguas clásicas en la Augustinerschule (escuela agustiniana) de Friedberg y se graduó en 1970.  En su juventud, Münkler fue miembro de los Jusos. 
Münkler comenzó a estudiar alemán, ciencias políticas y filosofía en la Universidad Johann Wolfgang Goethe de Fráncfort del Meno, donde se graduó en 1977. Aprobó el examen estatal para la enseñanza secundaria de alemán y estudios sociales.  Luego, Münkler trabajó en su tesis doctoral Machiavelli. Die Begründung des politischen Denkens der Neuzeit aus der Krise der Republik Florenz (Maquiavelo. La base del pensamiento político moderno a partir de la crisis de la República de Florencia), que hoy es considerada una obra estándar.  En 1981 recibió su doctorado de Iring Fetscher. Desde 1982 trabajó como asistente de investigación en el Departamento de Ciencias Sociales de la Universidad Goethe. Allí completó su habilitación en 1987 con un trabajo sobre el tema de la razón de Estado, publicado por S. Fischer Verlag con el título Im Namen des Staates: die Begründung der Staatsraison in der frühen Neuzei (En nombre del Estado: la justificación de la razón de Estado en la Época Moderna)  y recibió la Venia Legendi  para la ciencia política. Su disertación y tesis de habilitación marcaron la pauta para su actividad posterior. 
Luego recibió una cátedra suplente de ciencias políticas en el mismo departamento.  En marzo de 1992, Münkler aceptó una oferta de la Universidad Humboldt de Berlín para ocupar la cátedra de Teoría Política en el Departamento de Ciencias Sociales.  En 1992 rechazó una oferta para la cátedra de filosofía política en la Universidad de Zúrich, así como la oferta para convertirse en profesor de ciencias políticas en la Universidad de Augsburgo en 2002.  En 1992/93 fue decano del departamento y en 2002/03 director del Instituto de Ciencias Sociales.  Sus enfoques de investigación incluyen: Teoría política, investigación cultural, historia de las ideas, historia de la guerra, teoría de la guerra, riesgo y seguridad. Sus estudiantes académicos incluyen (a partir de 2014) 42 estudiantes de doctorado y 18 candidatos de habilitación, entre ellos: Marcel M. Baumann, Harald Bluhm, Matthias Bohlender, Paula Diehl, Karsten Fischer, Jens Hacke, Eva Marlene Hausteiner, Andreas Herberg-Rothe, Bernd Ladwig, Marcus Llanque, Grit Straßenberger y Siegfried Weichlein. 
De 1988 a 1999 fue responsable de teoría política en la Politischen Vierteljahresschrift (Revista política trimestral). En 1993 fue profesor invitado en el Institut für Höhere Studien (Instituto de Estudios Avanzados) de Viena.  En 2001 ocupó una cátedra en la Academia de Ciencias de Berlín-Brandenburgo.  De 2004 a 2008 fue miembro del Sonderforschungsbereichs 640 (Centro de Investigación Colaborativa 640: “Representaciones de Órdenes Sociales en Transición”).  En 2004/05 fue profesor invitado en el Wissenschaftszentrum Berlín für Sozialforschung (Centro Científico de Investigación Social de Berlín).  En 2006/07 coordinó el clúster de excelencia  „Security and Risk“.  Desde 2009 es miembro del Centro Colaborativo de Investigación 644 (“Transformaciones de la Antigüedad”).  También es miembro del grupo de investigación “Comparación Social” de la DFG y participa en el programa “Teoría de las Instituciones Políticas”. En 2016/17 fue becario Carl Friedrich von Siemens de la Fundación Carl Friedrich von Siemens de Múnich.
Münkler fue uno de los expertos que participó en el Review 2014 – Thinking Forward Foreign Policy (Revisión 2014 – Pensando en la política exterior hacia el futuro) del Ministerio Federal de Asuntos Exteriores. En su contribución destacó que la política exterior alemana está más orientada hacia los intereses de Alemania que hacia sus valores. Este hecho debe comunicarse honestamente para reducir la “vulnerabilidad democrática” de la política exterior alemana. 
Entre otras actvividades, es redactor de series (“Ideas políticas”) en la Akademie-Verlag.  Münkler ha publicado en revistas especializadas como International Review of Sociology, Internationale Politik, Politische Vierteljahresschrift, Soziologische Revue, Deutsche Zeitschrift für Philosophie, Kölner Zeitschrift für Soziologie und Sozialpsychologie, Aus Politik und Zeitgeschichte, Archiv für Rechts- und Sozialphilosophie, Journal of Political Philosophy, Leviathan – Berlíner Zeitschrift für Sozialwissenschaft und Blätter für deutsche und internationale Politik.  También fue autor de columnas sociopolíticas en el Fráncforter Rundschau. 
Münkler está casado desde agosto de 1983 con la estudiosa de la literatura Marina Münkler. El matrimonio tiene una hija, la jurista Laura Münkler (* 1985), y un hijo (* 1988). 

## Obras
Además de su trabajo sobre Maquiavelo, destacan las obras Die neuen Kriege (Las nuevas guerras) (2002) e Imperien. Die Logik der Weltherrschaft – vom Alten Rom bis zu den Vereinigten StaatenImperios.(Imperios: La lógica de la dominación mundial: de la antigua Roma a los Estados Unidos) (2005). 
La colección Pipers Handbuch der politischen Ideen, editada con Iring Fetscher, su profesor académico, de 1985 a 1993, está considerada la “obra estándar sobre la historia de las ideas por excelencia” (Jürgen Hartmann y Luise Sanders).  Walter Reese-Schäfer y Samuel Salzborn describieron los volúmenes como “significativos” y una “resumen muy completo”. El trabajo siguió siendo “ejemplar en muchos aspectos […] y hasta el día de hoy inigualable”. 
En 1993, Münkler presentó en Campus-Verlag una introducción a la filosofía política de Thomas Hobbes. Münkler adopta una “perspectiva de ciencia política”, según el filósofo de Tréveris Dieter Hüning,  quien criticó la obra por “ignorar” la filosofía moral y jurídica y “descuidar” los nuevos resultados de las investigaciones anglosajonas. 
Münkler escribió junto con su esposa Marina el Lexikon der Renaissance (Léxico del Renacimiento), publicado por CH Beck en el año 2000. El historiador del derecho y filósofo de Fráncfort, Hans Erich Troje, describió en su reseña a Münkler como uno de los “investigadores del Renacimiento alemán más reconocidos en la actualidad” y, finalmente, elogió la competencia de su autoría. Se creó un “libro ... interesante, instructivo” y fiable que, aunque no como una “enciclopedia”, podría funcionar como una “obra de consulta” a través del registro de personas. Continuó diciendo que es un “placer de lectura” que redujo el “enfado por el etiquetado fraudulento del término “enciclopedia”. 
En su libro Die neuen Kriege (Las nuevas guerras), incluido en el volumen Klassiker der Sozialwissenschaften. 100 Schlüsselwerke im Portrait (Clásicos de las ciencias sociales. 100 obras clave): Münkler defiende la tesis de que las guerras simétricas convencionales entre estados han sido reemplazadas por guerras asimétricas.  Tres elementos son esenciales para estas nuevas guerras: la “desnacionalización”, la “asimetrización” y la “automatización de la violencia militar”. 
Markus Holzinger (2011) elogió la brillantez argumentativa de Münkler, pero señaló que en torno a sus tesis se había desarrollado una disputa controvertida en el mundo profesional.  Raúl Zelik describió el libro Imperios como un “folleto de batalla”, en el que Münkler “incita a la elite a describir la situación mundial que el poder necesita para existir como tal y poder reposicionarse”. En opinión de Helmut Fleischer, el “análisis de la forma […] de Münkler limita demasiado la visión a las condiciones de la situación real, a las motivaciones de los perpetradores y al contexto histórico”. 

## Recepción
G. John Ikenberry elogia la monografía Imperien (2005) de Herfrieds Münkler como uno de los “pocos escritos destacados” sobre el tema.  En Mitte und Maß (2010), Münkler ofrece una visión general de la antigüedad griega y china, así como de la Edad Media y la modernidad europeas, con el fin de ofrecer una receta para una coexistencia moderada en la Alemania contemporánea. Algunos críticos consideraron que una sobrecarga de contenidos hace que Mitte und Maß se acerque al “periodismo”, por lo cual  "el libro va más allá de los límites de una sección de funciones inteligente pero irremediablemente sobrecargada". 

## Membresías y asesorías
De 1991 a 1997 fue portavoz de la sección „Politische Theorie und Ideengeschichte“ (“Teoría política e historia de las ideas) de la Deutschen Vereinigung für Politische Wissenschaften (Asociación Alemana de Ciencias Políticas) (DVPW). Münkler También es miembro del consejo asesor de la Academia Federal de Estudios de Seguridad (BAKS) y del consejo asesor científico de los Vierteljahrshefte für Zeitgeschichte, des Jahrbuchs Extremismus & Demokratie (Revistas trimestrales de historia contemporánea del anuario Extremismo y democracia)  y de Filosofia politica, así como en el consejo asesor de la revista Neue Gesellschaft/Frankfurter Hefte. Fue presidente de los comités directivos de la edición completa de la obra de Feuerbach y de la MEGA (Marx-Engels-Gesamtausgabe) en la Academia de las Ciencias de Berlín-Brandeburgo (BBAW), de la que es miembro desde 1992.  Fue jefe de los siguientes grupos de trabajo:  „Herausforderungen durch die Fremde““ (Desafíos de los extranjeros” )(1994-1997), “„Gemeinwohl und Gemeinsinn“ (Bien común y espíritu comunitario” ) (1998-2002) y „Eliten-Integration“ (“Integración de las élites”) (2003-2005), así como secretario de ciencias sociales de 2003 a 2006 promoción BBAW. Münkler también es miembro de la Sociedad Clausewitz  y de la Deutschen Gesellschaft zur Erforschung des Politischen Denkens (Sociedad Alemana para el Estudio del Pensamiento Político) (DGEPD). Hasta septiembre de 2019 fue presidente de la Fundación Internacional Marx-Engels durante 20 años. Michael Quante fue elegido su sucesor.
Münkler es miembro del SPD y participó activamente en la política local de Hesse. 

## Premios
En 1995, Münkler recibió el Premio de Ciencias de la Fundación Aby Warburg. En 2005 recibió el Premio de Investigación Philip Morris en el área “Los seres humanos y los mundos futuros”.  En 2009 recibió el Premio de la Feria del Libro de Leipzig en la categoría de ensayo y no ficción por su obra Los alemanes y sus mitos, así como el Meyer-Struckmann-Preis für geistes- und sozialwissenschaftliche Forschung (Premio Meyer Struckmann de investigación en humanidades y ciencias sociales) de la Facultad de Filosofía de la Universidad de Heine por su trabajo sobre las „Gesellschaften der Moderne“ (“Sociedades modernas”).  Recibió la beca Opus Magnum de las fundaciones Volkswagen y Thyssen para el semestre de invierno 2012/2013 y el semestre de verano 2013 para el proyecto  „Der Erste Weltkrieg. Urkatastrophe des 20. Jahrhunderts oder Durchbruch der Moderne?“ (“La Primera Guerra Mundial. “¿Catástrofe primordial del siglo XX o avance de la modernidad?”),  razón por la cual fue relevado de sus funciones docentes en los dos semestres previos a la publicación de Der Große Krieg (La Gran Guerra).  En 2016 recibió el Premio de Literatura Friedrich Schiedel por La Gran Guerra. Sus libros Die Deutschen und ihre Mythen (Los alemanes y sus mitos) (N.° 1 en abril de 2009), Der Große Krieg (La Gran Guerra) (N.° 1 en enero de 2014), Kriegssplitter (Fragmentos de guerra) (N.° 6 en diciembre de 2015) y Die neuen Deutschen (Los nuevos alemanes) (N.° 3 en octubre de 2016) estaban en la lista de libros de no ficción recomendados del mes. En 2017 se convirtió en titular de la Cátedra Johannes Gutenberg para el semestre de verano de 2018.